# Attilio Ariosti
Attilio Malachia Ariosti (Bologna, 5 november 1666 - Londen, de zomer van 1729) was een Italiaans componist. Hij componeerde verschillende cantates, sonates en opera's.
Ariosti werd in 1688 monnik in de orde van de Servieten van Maria, maar verliet later het klooster en werd van 1693 tot 1694 organist in de basiliek Santa Maria dei Servi te Bologna. Hij kwam in 1696 in dienst bij de hertog van Mantua, maar reisde al een jaar later, in 1697, naar Berlijn om daar de muziekminnende keurvorstin Sophie Charlotte te vermaken. Daarnaast maakte hij kennis met Händel. Hij reisde in 1703 naar Wenen, waar hij tot 1711 bleef, toen hij terugkeerde naar Bologna. In Wenen was hij een diplomaat die Italië vertegenwoordigde.
Ergens in de volgende vijf jaren reisde hij af naar Londen, in ieder geval vóór zijn solo op de viola d'amore als entr'acte in Händels Amadigi di Gaula op 12 juli 1716 bij The King's Theatre (het tegenwoordige His Majesty's Theatre). Rond 1720 verliet Ariosti Londen en reisde hij af naar Parijs, waar hij maximaal drie jaar verbleef. Hij bleef na zijn terugkomst tot zijn dood in Londen.